# Pallavolo ai Giochi della XXX Olimpiade - Qualificazioni al torneo femminile (CAVB)
Le qualificazioni africane di pallavolo femminile ai Giochi della XXX Olimpiade si sono svolte dal 2 al 4 febbraio 2012 a Blida, in Algeria. Al torneo hanno partecipato 8 squadre nazionali africane e la vittoria finale è andata all'Algeria, che si è qualificata ai Giochi della XXX Olimpiade.

## Squadre partecipanti
- Algeria
- Egitto
- Kenya
- Seychelles

## Classifica finale
| Classifica | Squadre    | Qualificazione             |
| ---------- | ---------- | -------------------------- |
| 1          | Algeria    | Giochi della XXX Olimpiade |
| 2          | Kenya      |                            |
| 3          | Egitto     |                            |
| 4          | Seychelles |                            |